# 비잔티움의 플루타르코스
플루타르코스(그리스어 : Πλούταρχος, ?  – 105년)는 폴리카르포스의 뒤를 이어 16년 동안 비잔티움의 주교로 직무를 수행했다. 플루타르코스가 죽었을 때, 그는 그의 전임주교들과 마찬가지로 아기로폴리스 교회에 묻혔다.
트라야누스 황제에 의한 기독교 박해는 플루타르코스 주교의 재직시절인 98년에 일어났다.